# Eurhodope cruentella
Eurhodope cruentella is een vlinder uit de familie snuitmotten (Pyralidae). De wetenschappelijke naam is voor het eerst geldig gepubliceerd in 1843 door Duponchel.
De soort komt voor in Europa.